# Andorra i olympiska vinterspelen 1998
Andorra deltog i olympiska vinterspelen 1998. Andorras trupp bestod av 3 idrottare, varav 2 var män och en var kvinna. Alla tävlade i alpin skidåkning.

## Resultat

### Alpin skidåkning
- Super-G herrar
  - Victor Gómez - ?
- Storslalom herrar
  - Victor Gómez - ?
  - Gerard Escoda - ?
- Slalom herrar
  - Gerard Escoda - ?
  - Victor Gómez - ?
- Storslalom damer
  - Vicky Grau - ?
- Slalom damer
  - Vicky Grau - 19